# Il fare politica - Cronaca della Toscana rossa (1982-2004)
Il fare politica - Cronaca della Toscana rossa (1982-2004) è un film documentario del 2005, scritto e diretto da Hugues Le Paige.
Per oltre vent'anni, a partire dal 1982, il regista ha periodicamente incontrato e ripreso quattro militanti della sezione del Partito Comunista Italiano del paese toscano di Mercatale, raccontando le loro vicende politiche individuali all'interno delle trasformazioni del loro partito e della società italiana nel suo complesso.
(Hugues Le Paige)

## Trama
A Mercatale, una delle tante "piccole Russie" della Toscana rossa, nel 1982 Carlo Giuntini, Vincenzo Bartoli, Claudio Bagnolesi e Fabiana Falciani sono quattro appassionati militanti della sezione locale del PCI. Nel corso degli anni, la loro voglia di "fare politica" è messa di fronte ai grandi e piccoli eventi della storia nazionale e non solo: il lutto per la morte di Enrico Berlinguer nel 1984, la caduta del Muro di Berlino nel 1989, lo scioglimento del PCI nel 1991 e la sua trasformazione in PDS, la vittoria del Polo delle Libertà guidato da Silvio Berlusconi nelle elezioni del 1994, la vittoria di Romano Prodi nel 1996, la nuova vittoria berlusconiana nel 2001.
Lo scioglimento del PCI e la nascita del PDS separano le strade degli amici: mentre Carlo e Vincenzo continuano a militare nel nuovo partito, per il quale il secondo ricopre anche l'incarico di assessore comunale, Claudio entra nel Partito della Rifondazione Comunista che in seguito lascia durante il governo Prodi, Fabiana invece non prende più alcuna tessera di partito ma continua ad essere attiva nella vita comunitaria attraverso l'impegno in altre associazioni.
Infine anche Carlo, ormai sessantenne e con un padre anziano da accudire, per quanto convinto sia più facile continuare che smettere, prima dirada il suo impegno e poi lascia la sezione.
Quando in conclusione il regista chiede cosa sia quel "fare politica" di cui hanno sempre parlato in tutti questi anni di militanza (ma parlare e fare sono inseparabili: «per noi parlare di politica è fare la politica», afferma Carlo), così rispondono due di loro:
(Fabiana Falciani)
(Carlo Giuntini)

## Personaggi
- Carlo Giuntini, sessantasette anni (nel 2005), operaio in una fabbrica di scarpe fin da quando aveva sedici anni, dopo sedici anni di lavoro lascia la fabbrica per malattia professionale e diventa usciere alla Galleria degli Uffizi di Firenze e tecnico alla Sovrintendenza etrusca di Firenze. Entra in pre-pensionamento nel 1998 per occuparsi dell'anziano padre, Nello, gravemente malato (morto pochi mesi dopo). Militante del PCI dal 1956, segretario di sezione, consigliere comunale, vicesindaco. Dopo la scomparsa del PCI, milita nel PDS, ma dal 2001 non rinnova più la tessera.[1]
- Fabiana Falciani, cinquant'anni, impiegata comunale. Militante nel PCI per oltre vent'anni, non aderisce a nessuna delle formazioni politiche nate in seguito allo scioglimento del partito, ma non abbandona la militanza, che porta avanti all'interno di associazioni di solidarietà e organizzando attività presso la Casa del Popolo.[1]
- Claudio Bagnolesi, cinquantadue anni, operaio, poi vigile urbano e impiegato comunale. Vive come un dramma personale la scomparsa del PCI, si unisce a Rifondazione comunista, ma la lascia presto. Non fa più parte di nessun partito, si considera un «comunista indipendente».[1]
- Vincenzo Bartoli, cinquantatré anni, artigiano ceramista, l'unico della "banda dei quattro" a continuare ad appartenere ad un partito. Dirigente regionale dei Democratici di Sinistra, non è nostalgico verso il passato, approva l'evoluzione del partito verso il riformismo social-democratico.[1]

## Produzione
Nel 1976 Le Paige, giornalista belga residente a Firenze e interessato alla politica italiana, grazie a un'amica comune conosce Carlo Giuntini, all'epoca segretario della sezione del PCI di Mercatale, e stringe un'amicizia senza avere la minima idea di realizzare un film su di lui e sui suoi compagni. Quando nel 1982, come corrispondente dall'Italia per la radiotelevisione pubblica belga, viene incaricato di realizzare un reportage sulla situazione del comunismo italiano, sceglie di raccontarla non dalla prospettiva dei vertici, ma della base, e la scelta più naturale è rivolgersi proprio agli amici di Mercatale.
Li incontra e riprende le loro discussioni anche negli anni successivi, per una riflessione sul lungo periodo, senza darsi precise scadenze. La fine del PCI costituisce un punto di svolta tale da realizzare nel 1992 un primo film di sessanta minuti, ma Le Paige decide di seguire l'ulteriore evoluzione politica e personale effettuando riprese ogni due anni circa, a seconda degli eventi. Con lo sciopero generale del 2002 decide di mettere fine alle riprese, convinto che sia stato detto tutto quanto c'era da dire, ma nel 2004 realizza un'ultima ripresa particolare: intervista i quattro protagonisti separatamente, mostrando loro le immagini raccolte nel corso dei precedenti vent'anni, rendendoli a loro volta spettatori della propria vita e permettendo loro di commentare e fare un bilancio della propria esperienza politica.

## Distribuzione
Il film è stato proiettato in prima assoluta il 13 maggio 2005 nella Casa del Popolo di Mercatale.
Malgrado la presentazione in molti festival internazionali, nessuno canale televisivo italiano l'ha trasmesso.
È stato proiettato il 27 novembre 2006 alla Cineteca di Bologna e poi distribuito in DVD nel 2007 da Feltrinelli, all'interno della collana Real Cinema, insieme al documentario La cosa di Nanni Moretti e al volume C'era una volta il PCI, a cura di Benedetta Tobagi.